# Filles et Garçons (série télévisée)
Pour le film italien, voir Filles et Garçons (film).
Filles et garçons (Sons and Daughters) est un soap opera australien en 972 épisodes de 30 minutes, créé par Reg Watson et diffusé entre le 17 janvier 1982 et le 19 août 1987 sur le réseau Seven Network.
En France, seulement 50 épisodes ont été diffusés du 20 avril au 26 juin 1987 sur M6.

## Distribution
- Rowena Wallace (en) : Patricia Dunne Hamilton Morrell Palmer
- Tom Richards : David Palmer
- Ally Fowler (en) : Angela Hamilton
- Peter Phelps : John Palmer
- Pat McDonald (en) : Fiona Thompson